# Sironidae
Sironidae sind eine Familie der Weberknechte (Opiliones). In Mitteleuropa ist sie mit nur zwei Arten vertreten. Siro carpaticus, Rafalski 1956, wurde in Polen und der Slowakei nachgewiesen, und Siro duricorius (Joseph, 1868) in Österreich und Slowenien. Weltweit wurden über 30 Spezies beschrieben, deren Verbreitungsgebiet auf das mesozoische Laurasien hinweist. Sie sind weltweit verbreitet, mit Ausnahme Asiens, aber mit Vorkommen in der Türkei. Der Namensteil Siron ist die latinisierte Form von Ciron, einem französischen Landstrich.

## Merkmale
Sironiden haben einen 1 bis 2,5 mm kleinen Körper ohne Augen. Sie sind gelblich, orange, rot oder schwarz. Das Scutum des Vorder- und Hinterkörpers ist verschmolzen zum Scutum completum (komplett verwachsene Tergite). Der Rücken ist furchig mit granulatartigen Flocken besetzt. Im hinteren Bereich erhebt sich ein mittlerer Hügel, die Ozophore ist seitwärts orientiert. Die Kieferklauen (Cheliceren) sind robust und mit einem Typ von Zähnen bezahnt, während das Grundglied meist glatt ist. Es besteht bis auf die Ausprägung der Analregion kein ausgeprägter Geschlechtsdimorphismus.
Die männlichen Vertreter dieser Familie besitzen komplexe Drüsenorgane in der Haut des Tarsus des vierten Laufbeines. Aus einem System von Kanälen werden die unterschiedlichen Proteine aus den Drüsen gesammelt und das (Abwehr-)Sekret an die Oberfläche des Tarsus transportiert. Vereinzelte Ausgänge sind über die gesamte Haut (Epidermis) des Tarsus verstreut.

## Gattungen
- Iberosiro
- Odontosiro Juberthie, 1961

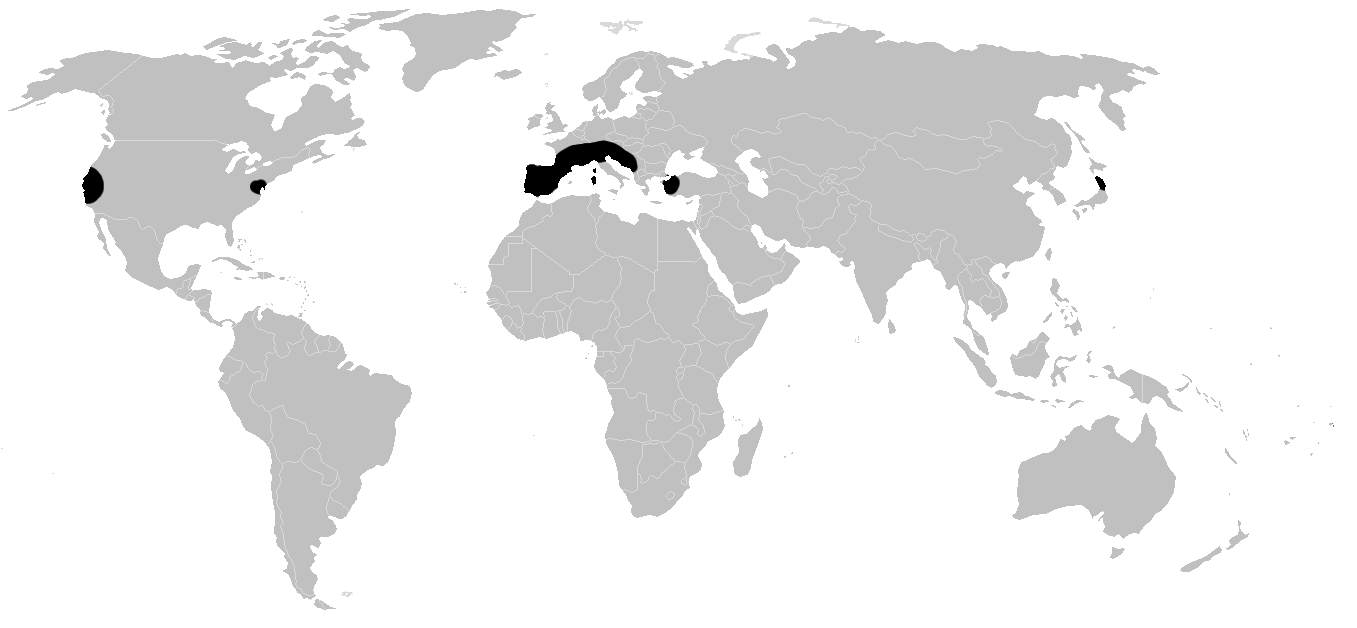
Verbreitungsgebiet

- Paramiopsalis Juberthie, 1962 (Portugal, Spanien)
- Siro Latreille, 1796 (Westeuropa, Nordamerika)
- Cyphophthalmus
- Suzukielus Juberthie, 1970 (Japan)
- Tranteeva (Bulgarien)